# Venă femurală profundă

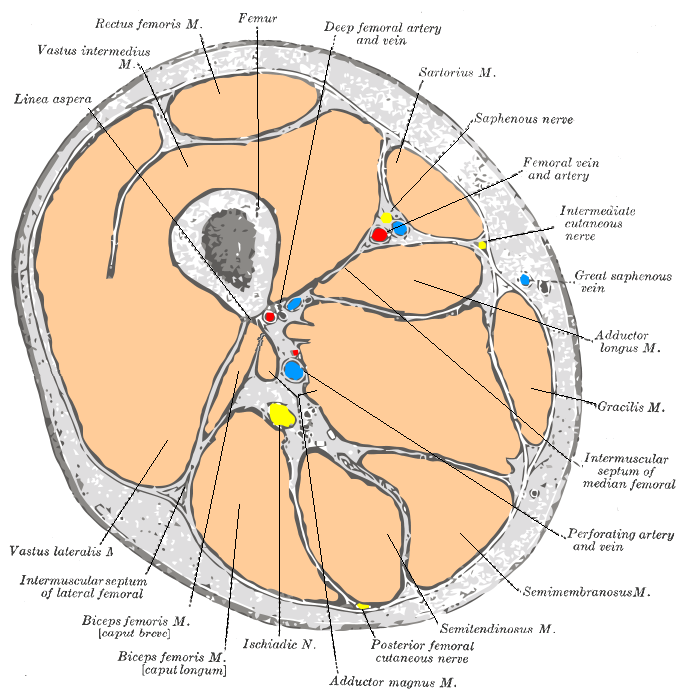
Secțiune transversală la mijlocul coapsei (vena femurală profundă este etichetată în centru sus)

Vena femurală profundă  (vena profunda femoris sau vena profundă a coapsei) este o venă profundă mare din coapsă. Acesta primește sângele de la partea interioară a coapsei și urmează un traseu superior și medial urcând alături de artera femurală profundă pentru a se alătura venei femurale aproximativ la nivelul porțiunii inferioare a tuberozității ischiatice. 

## Fiziologie
Vena profundă femurală contribuie cel mai mare volum de sânge către vena femurală. 

## Complicațiile
Vena femurală profundă a coapsei este afectată în mod frecvent de flebită, care poate fi o afecțiune potențial periculoasă în cazul unui tromb (sau un cheag de sânge), care se poate forma la acest nivel, datorită sedentarismului, se poate deplasa către inimă și ulterior poate ajunge în plămâni. Aceasta este o posibilă complicație a imobilității datorată repausului excesiv în pat în urma unei intervenții chirurgicale sau a unui handicap sau a unui stil de viață excesiv de sedentar. 